# Agave calodonta
Espèce
Synonymes
- Agave scolymus A.Berger[1]

Agave calodonta est une espèce de plantes du genre Agave.